# Grand Prix de Denain 1963
La 5e édition du Grand Prix de Denain a eu lieu le 16 avril 1963. Elle a été remportée par le Belge Gustaaf Desmet.

## Classement final
Gustaaf Desmet remporte la course en parcourant les 170 kilomètres en 4 h 10 min 9 s à la vitesse moyenne de 40,775 km/h.
| Classement final, | Classement final, | Classement final, | Classement final,        | Classement final, |
|                   | Coureur           | Pays              | Équipe                   | Temps             |
| ----------------- | ----------------- | ----------------- | ------------------------ | ----------------- |
| 1er               | Gustaaf Desmet    | Belgique          | Wiel's-Groene Leeuw      | en 4 h 10 min 9 s |
| 2e                | Édouard Delberghe | France            | Pelforth-Sauvage-Lejeune |                   |
| 3e                | Benoni Beheyt     | Belgique          | Wiel's-Groene Leeuw      |                   |
| modifier          |                   |                   |                          |                   |